# Calycorectes martianus
Calycorectes martianus är en myrtenväxtart som beskrevs av Otto Karl Berg. Calycorectes martianus ingår i släktet Calycorectes och familjen myrtenväxter. Inga underarter finns listade i Catalogue of Life.